# The Royals (libro)
The Royals è un romanzo scritto da Erin Watt e pubblicato nel 2017 dalla casa editrice Sperling & Kupfer. Si trattava inizialmente di una trilogia, composta dai romanzi Paper Princess, Paper Prince e Paper Palace, ma in seguito sono stati pubblicati anche i romanzi Paper Heir e Paper Kingdom.